# Fußball-Bundesliga/Rekorde/KFC Uerdingen 05
Der Artikel Fußball-Bundesliga/Rekorde/KFC Uerdingen 05 listet die vereinsspezifischen Rekorde des KFC Uerdingen 05 auf, die mit Bezug auf die Zugehörigkeit zur deutschen Fußball-Bundesliga gehalten werden.
Der Verein ist aktuell kein Bundesligist (Stand: Saison 2025/26).

Siehe auch: 

## Vorbemerkung
Es besteht eine Unterteilung zwischen Positiv- und Negativrekorden sowie vereinsinternen Bestmarken. Weitere Rekorde, die dem Verein nicht zuzuordnen sind, werden im Hauptartikel unter „Allgemein“ gelistet. Dort bestehen zudem die Rubriken „Trainerspezifische Rekorde“, „Schiedsrichterspezifische Rekorde“ sowie „Sonstige Rekorde“. Es besteht außerdem die Möglichkeit „In nächster Zeit möglicherweise fallende Bestmarken“ im unteren Bereich der Hauptseite festzuhalten, bzw. die neuen Rekorde an die passenden Stellen einzusortieren. Wenn möglich, wird zu einem Positivrekord auch der Negativrekord als Gegenstück gelistet (und andersrum). Die Liste erhebt keinen Anspruch auf Vollständigkeit.

## KFC Uerdingen 05
Aktuelle Platzierung in der Ewigen Tabelle der Fußball-Bundesliga: Platz 28 von 58 (Stand: 34. Spieltag 2024/25)

### Vereinsintern
- Rekordspieler: Friedhelm Funkel (254 Einsätze)[2]
- Rekordtorhüter: Werner Vollack (134 Einsätze)[2]
- Rekordtorschütze: Friedhelm Funkel (59 Tore)[3]
- jüngster Spieler: Marcel Witeczek (17 Jahre, 9 Monate und 21 Tage, am 8. August 1986, 1. Spieltag 1986/87)[4]
- jüngster Torschütze: Marcel Witeczek (18 Jahre und 21 Tage)[5]